# Suidae

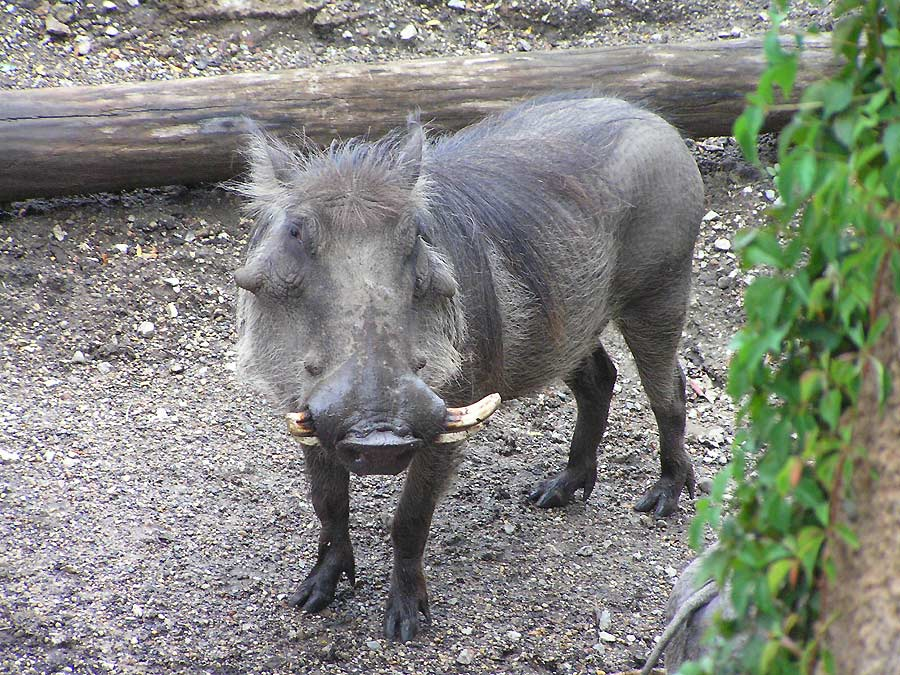
Phacochoerus aethiopicus

Los suidos (Suidae) son una familia de mamíferos artiodáctilos en la que se incluyen los cerdos domésticos, los jabalíes y sus parientes más cercanos, hasta contabilizarse un total de 16 especies, todas ellas distribuidas originariamente en Eurasia y África, aunque Sus scrofa ha sido introducido en partes de América, Australia y varias islas oceánicas tanto en su forma doméstica como salvaje. Se trata de ungulados no-rumiantes de alimentación omnívora y características primitivas. Sus parientes más cercanos son los pecaríes americanos (Tayassuidae) y junto con ellos se incluyen en el taxón Suina.

## Clasificación

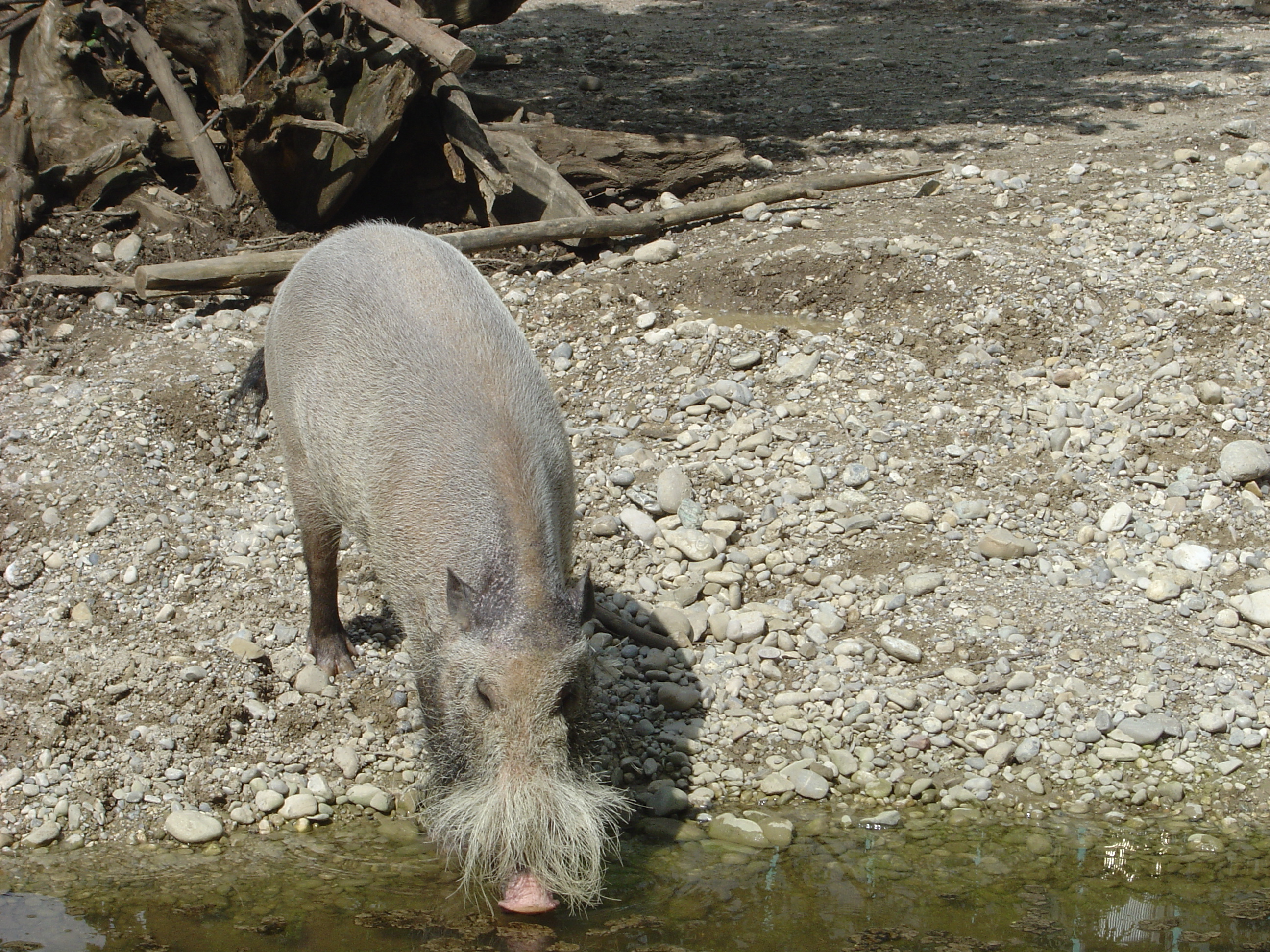
Sus barbatus

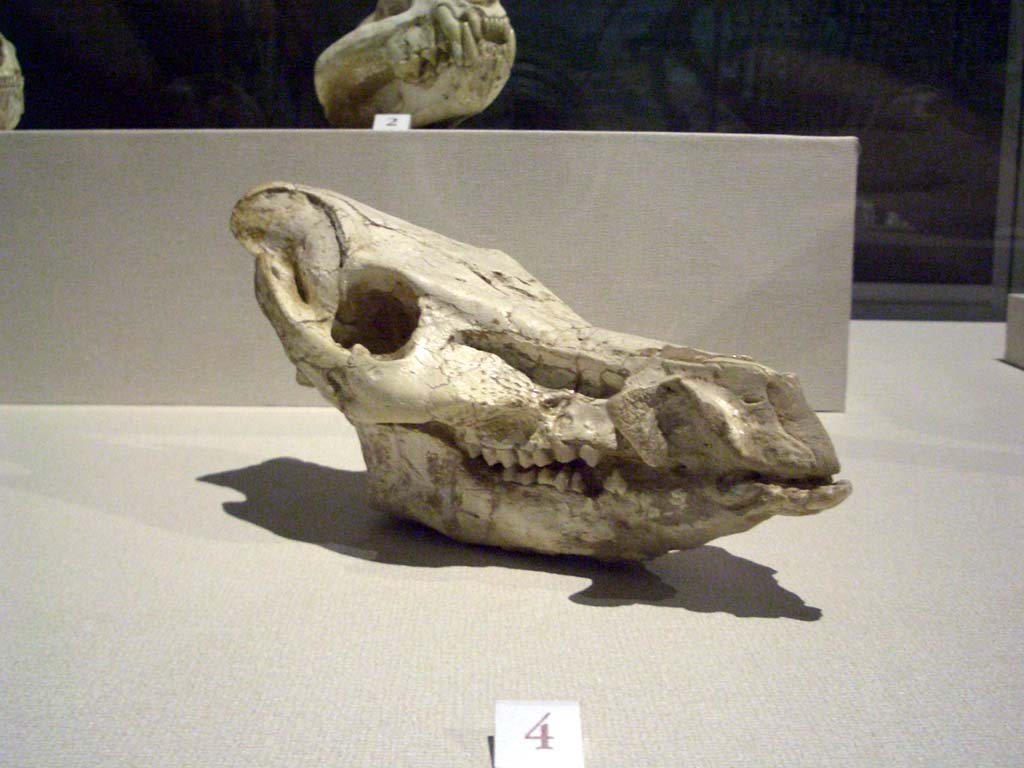
Cráneo fósil de Chleuastochoerus

Lista completa de las especies vivas, y parcial de los géneros extintos:
- Suidae
  - Subfamilia †Cainochoerinae
    - Género †Albanohyus
    - Género †Cainochoerus

  - Subfamilia †Hyotheriinae
    - Género †Aureliachoerus
    - Género †Chicochoerus
    - Género †Hyotherium
    - Género †Nguruwe (antes en Kubanochoerinae)[2][3]
    - Género †Xenohyus

  - Subfamilia †Listriodontinae[2]
    - Tribu †Kubanochoerini
      - Género †Kubanochoerus (sinónimo Libycochoerus, Megalochoerus)

    - Tribu †Listriodontini
      - Género †Eurolistriodon
      - Género †Listriodon (sinónimo Bunolistriodon)

    - Tribu †Namachoerini
      - Género †Lopholistriodon
      - Género †Namachoerus

    - Tribu incertae sedis
      - Género †Dicoryphochoerus

  - Subfamilia Suinae
    - Tribu Babyrousini
      - Género Babyrousa (Pleistoceno a Reciente)
        - Babyrousa babyrussa
        - †Babyrousa bolabatuensis
        - Babyrousa celebensis
        - Babyrousa togeanensis

    - Tribu †Hippohyini
      - Género †Hippohyus (Mioceno a Pleistoceno)
      - Género †Sinohyus (Mioceno)
      - Género †Sivahyus (Mioceno a Plioceno)

    - Tribu Potamochoerini
      - Género †Celebochoerus (Plioceno a Pleistoceno)
      - Género Hylochoerus (Pleistoceno a Reciente)
        - Hylochoerus meinertzhageni

      - Género †Kolpochoerus (Plioceno a Pleistoceno) (sinónimos Ectopotamochoerus, Mesochoerus, Omochoerus, Promesochoerus)
      - Género Potamochoerus (Mioceno a Reciente)
        - Potamochoerus larvatus
        - Potamochoerus porcus

      - Género †Propotamochoerus (Mioceno a Plioceno)

    - Tribu Suini
      - Género †Eumaiochoerus (Mioceno)
      - Género †Hippopotamodon (Mioceno a Pleistoceno)  (sinónimo Limnostonyx)
      - Género †Korynochoerus (Mioceno a Plioceno)
      - Género †Microstonyx (Mioceno)
      - Género Sus (Mioceno a Reciente)
        - Sus ahoenobarbus
        - Sus barbatus
        - Sus bucculentus
        - Sus cebifrons
        - Sus celebensis
        - Sus heureni
        - Sus oliveri
        - Sus philippensis
        - Sus scrofa (también S. domesticus y S. miliquis por algunos autores[4])
        - Sus verrucosus
        - †Sus strozzi

    - Tribu Phacochoerini
      - Género †Metridiochoerus (Plioceno a Pleistoceno)
      - Género Phacochoerus (Plioceno a Reciente)
        - Phacochoerus aethiopicus
        - Phacochoerus africanus

      - Género †Potamochoeroides (Plioceno, quizá Pleistoceno)
      - Género †Stylochoerus (Pleistoceno)

    - Tribu incertae sedis[5]
      - Género Porcula
        - Porcula salvania

  - Subfamilia †Tetraconodontinae
    - Género †Conohyus
    - Género †Notochoerus
    - Género †Nyanzachoerus
    - Género †Parachleuastochoerus
    - Género †Sivachoerus
    - Género †Tetraconodon (Mioceno, Myanmar)[6]
      - †Tetraconodon intermedius
      - †Tetraconodon malensis
      - †Tetraconodon minor

  - Subfamilia incertae sedis
    - Género †Chleuastochoerus[3]
    - Género †Hemichoerus
    - Género †Hyosus
    - Género †Kenyasus (antes en Kubanochoerinae)[3]
    - Género †Schizochoerus[3]
    - Género †Sinapriculus[3]